# Javno crkveno pravo
Javno crkveno pravo je pravo dijelom koje je crkvenog prava. U crkveno pravo još ulaze kanonsko pravo i liturgijsko pravo.
Javno crkveno pravo se bavi pitanjima odnosa Crkve i države odnosno konkordatima, konvencijama, ugovorima i ostalim.